# Ducula whartoni
Il piccione imperiale di Christmas o piccione imperiale dell’Isola di Natale (Ducula whartoni Sharpe, 1887) è un uccello della famiglia dei Columbidi diffuso nell'Isola di Natale.